# 2003年の日本シリーズ
2003年の日本シリーズ（2003ねんのにっぽんシリーズ、2003ねんのにほんシリーズ）は、2003年（平成15年）10月18日から10月27日まで行われた、セ・リーグ優勝チームの阪神タイガースと、パ・リーグ優勝チームの福岡ダイエーホークスによる、阪神甲子園球場と福岡ドームで行われた54回目のプロ野球日本選手権シリーズ試合である。

## 概要
1985年以来18年ぶりにセ・リーグを制覇した阪神と、100打点カルテットと呼ばれる脅威の攻撃力や機動力、安定した投手力で2000年以来3年ぶりにパ・リーグを制覇したダイエーの対戦は、1964年（ダイエーは当時南海）以来39年ぶりの「虎鷹対決」となった。
阪神タイガースと在福球団との日本シリーズは史上初となった。

第1戦はダイエーのサヨナラ勝利で幕を開けて以降、「ダイエーのシリーズ最多得点零封試合」「阪神の2試合連続サヨナラ勝利」「勝利投手が全試合とも左投手」「全試合ホームチームの勝利」などの新記録（珍記録）を生んだシリーズになった。日本シリーズが第7戦まで行われたのは1993年以来10年ぶりとなり、日本シリーズ史上初めて全試合ともホームチームが勝利したため、「完全内弁慶シリーズ」とも呼ばれた。
この年のシリーズは本拠地が山陽新幹線の両端の駅（新大阪駅と博多駅）に近かったことから、当時JR西日本の社長だった垣内剛も定例記者会見で「山陽新幹線シリーズ」と命名した。JR西日本は山陽新幹線のひかりレールスター編成の一部に先頭車両の博多側（1号車）に阪神、新大阪側（8号車）にダイエーの球団ロゴをつけた「ホークス・タイガース応援列車」を運行した。
優勝したダイエーは地元の福岡ドームで日本一を決めた。福岡に本拠地を置く球団の日本一は過去4度あったが、西鉄の3連覇は全て後楽園球場、4年前のダイエーはナゴヤドームで、初めて福岡の球団が地元の球場で日本一を決めたシリーズとなった。さらにホークス自体も過去3度の日本一は前述の1999年に加え、南海時代の1959年は後楽園球場、1964年は阪神甲子園球場で決めており、球団としても初めて本拠地で日本一を決めたシリーズとなった。
阪神は第3戦から第5戦まで3連勝したが、日本一には届かなかった。シリーズ中に3連勝をしながら日本一になれなかったのは史上6度目だが、過去5度は全て相手チームも3連勝以上している。シリーズ中に3連勝し且つ相手に3連敗しなかったにも関わらず日本一になれなかったのは、今回の阪神が史上初のケースである。
翌年からパ・リーグがプレーオフ制度を導入したことにより、レギュラーシーズン優勝チームが、ポストシーズンの試合無しで出場した同士の最後のシリーズとなっている。

## 試合結果
| 日付                                       | 試合   | ビジター球団（先攻） | スコア   | ホーム球団（後攻）   | 開催球場       |
| ------------------------------------------ | ------ | -------------------- | -------- | -------------------- | -------------- |
| 10月18日（土）                             | 第1戦  | 阪神タイガース       | 4 - 5    | 福岡ダイエーホークス | 福岡ドーム     |
| 10月19日（日）                             | 第2戦  | 阪神タイガース       | 0 - 13   | 福岡ダイエーホークス | 福岡ドーム     |
| 10月20日（月）                             | 移動日 | 移動日               | 移動日   | 移動日               | 移動日         |
| 10月21日（火）                             | 第3戦  | 雨天中止             | 雨天中止 | 雨天中止             | 阪神甲子園球場 |
| 10月22日（水）                             | 第3戦  | 福岡ダイエーホークス | 1 - 2    | 阪神タイガース       | 阪神甲子園球場 |
| 10月23日（木）                             | 第4戦  | 福岡ダイエーホークス | 5 - 6    | 阪神タイガース       | 阪神甲子園球場 |
| 10月24日（金）                             | 第5戦  | 福岡ダイエーホークス | 2 - 3    | 阪神タイガース       | 阪神甲子園球場 |
| 10月25日（土）                             | 移動日 | 移動日               | 移動日   | 移動日               | 移動日         |
| 10月26日（日）                             | 第6戦  | 阪神タイガース       | 1 - 5    | 福岡ダイエーホークス | 福岡ドーム     |
| 10月27日（月）                             | 第7戦  | 阪神タイガース       | 2 - 6    | 福岡ダイエーホークス | 福岡ドーム     |
| 優勝：福岡ダイエーホークス（4年ぶり4回目） |        |                      |          |                      |                |

### 第1戦
10月18日　福岡ドーム　開始18:15　観衆数36,105人（当日発表36,643人）
|          | 1 | 2 | 3 | 4 | 5 | 6 | 7 | 8 | 9  | R | H  | E |
| -------- | - | - | - | - | - | - | - | - | -- | - | -- | - |
| 阪神     | 0 | 0 | 0 | 2 | 0 | 1 | 1 | 0 | 0  | 4 | 6  | 0 |
| ダイエー | 0 | 1 | 0 | 2 | 0 | 1 | 0 | 0 | 1x | 5 | 13 | 2 |

1. 神：井川（5回）、リガン（1回）、安藤（2回2/3） - 矢野
2. ダ：斉藤（6回2/3）、吉田（0回0/3）、岡本（2回）、篠原（0回1/3） - 城島
3. 勝利：篠原（1勝）
4. 敗戦：安藤（1敗）
5. 本塁打
ダ：城島1号ソロ（4回・井川）
6. 審判
［球審］中村稔（パ）
［塁審］笠原（セ）、山本隆（パ）、橘高（セ）
［外審］東（パ）、渡田（セ）
7. 試合時間：3時間46分

| 阪神 | 阪神 | 阪神       |
| 打順 | 守備 | 選手       |
| ---- | ---- | ---------- |
| 1    | [二] | 今岡誠     |
| 2    | [中] | 赤星憲広   |
| 3    | [左] | 金本知憲   |
| 4    | [右] | 桧山進次郎 |
| 5    | [指] | 広澤克己   |
| 6    | [一] | G.アリアス |
| 7    | [三] | 片岡篤史   |
| 8    | [捕] | 矢野輝弘   |
| 9    | [遊] | 藤本敦士   |

| ダイエー | ダイエー | ダイエー   |
| 打順     | 守備     | 選手       |
| -------- | -------- | ---------- |
| 1        | [右]     | 柴原洋     |
| 2        | [三]     | 川﨑宗則   |
| 3        | [二]     | 井口資仁   |
| 4        | [一]     | 松中信彦   |
|          | 走       | 大越基     |
| 5        | [捕]     | 城島健司   |
| 6        | [左]     | P.バルデス |
| 7        | [指]     | J.ズレータ |
| 8        | [中]     | 村松有人   |
| 9        | [遊]     | 鳥越裕介   |

第1戦の先発は、阪神・井川慶とダイエー・斉藤和巳の20勝投手対決となった。日本シリーズで「20勝投手対決」となったのは、1972年の日本シリーズ（巨人－阪急）第1戦で登板した阪急・山田久志と巨人・堀内恒夫以来31年ぶりだった。
1回表、阪神はダイエー先発の斉藤から先頭の今岡誠が中前打を放ち、桧山進次郎が四球で続いて不安定な立ち上がりを見せる斉藤を攻めたが、広澤克実が三振に倒れ先取点はならず。2回裏、ダイエーがペドロ・バルデスの四球とフリオ・ズレータの安打で先制のチャンスを迎え、村松有人の適時打で1点を先制する。3回裏には川﨑宗則の内野安打と井口資仁の二塁打で追加点のチャンスを作るも、松中信彦の三直で川崎が飛び出してしまい無得点。
追う阪神は4回表、斉藤からジョージ・アリアス、片岡篤史が四球を選び、矢野輝弘の2点適時3塁打で逆転に成功。その裏、ダイエーが城島健司の本塁打ですかさず同点に追いつくと、バルデス、村松の連打から鳥越裕介の犠飛で勝ち越す。
6回表、阪神はアリアスの安打を皮切りに、矢野の併殺打の間に同点に追いつく。阪神はその裏、井川からジェロッド・リガンに継投するがこれが裏目に出てしまい、柴原洋の安打、川崎の四球から井口が右超え適時2塁打で1点を奪い、再びダイエーがリードする。
7回表、ダイエーは先発の斉藤から左のベテランリリーバー・吉田修司を送る。しかしこれも裏目に出て、藤本敦士、金本知憲の四球から、桧山に中前適時打を打たれ、4-4の同点に追いつかれてしまう。同点に追いつかれたダイエーは吉田を諦めて3番手に岡本克道を送り、広澤を三振に仕留めてピンチをしのぐ。
9回表のダイエーは篠原貴行が登板するが、今岡に安打を浴び、赤星憲広の犠打で得点圏に進められるも無失点で切り抜ける。その裏の阪神は、8回から登板している安藤優也から、松中が四球で出塁する。王監督は松中の足の怪我を考慮して代走に俊足の大越基を送った。その後、ズレータが左中間へサヨナラ適時2塁打を放ち、ダイエーが先勝した。9回2死から登板した篠原が対戦打者わずか1人、投球数3球で勝利投手となった。
なお、サヨナラの打球にダイビングキャッチを敢行した赤星が腕を負傷する。その後も出場は続けたが、このシリーズにおいて怪我に悩まされて不振となる（シリーズ後のアテネオリンピック・アジア予選の日本代表チームに選出されていたが、この故障が原因で出場を辞退した）。
公式記録関係（日本野球機構ページ）

### 第2戦
10月19日　福岡ドーム　開始18:15　観衆数36,246人（当日発表36,794人）
|          | 1 | 2 | 3 | 4 | 5 | 6 | 7 | 8 | 9 | R  | H  | E |
| -------- | - | - | - | - | - | - | - | - | - | -- | -- | - |
| 阪神     | 0 | 0 | 0 | 0 | 0 | 0 | 0 | 0 | 0 | 0  | 6  | 1 |
| ダイエー | 0 | 4 | 1 | 0 | 0 | 0 | 5 | 3 | X | 13 | 16 | 0 |

1. 神：伊良部（3回0/3）、吉野（1回）、石毛（2回）、金澤（2回） - 矢野、野口
2. ダ：杉内（8回）、新垣（1回） - 城島
3. 勝利：杉内（1勝）
4. 敗戦：伊良部（1敗）
5. 本塁打
ダ：城島2号ソロ（3回・伊良部）、ズレータ1号3ラン（7回・金澤）、バルデス1号3ラン（8回・金澤）
6. 審判
［球審］渡田（セ）
［塁審］東（パ）、笠原（セ）、山本隆（パ）
［外審］谷（セ）、柿木園（パ）
7. 試合時間：3時間

| 阪神 | 阪神 | 阪神       |
| 打順 | 守備 | 選手       |
| ---- | ---- | ---------- |
| 1    | [二] | 今岡誠     |
|      | 走   | 秀太       |
| 2    | [中] | 赤星憲広   |
| 3    | [左] | 金本知憲   |
| 4    | [右] | 桧山進次郎 |
| 5    | [一] | 広澤克己   |
|      | 一   | 八木裕     |
| 6    | [三] | G.アリアス |
|      | 三   | 沖原佳典   |
| 7    | [指] | 濱中おさむ |
| 8    | [捕] | 矢野輝弘   |
|      | 捕   | 野口寿浩   |
| 9    | [遊] | 藤本敦士   |

| ダイエー | ダイエー | ダイエー   |
| 打順     | 守備     | 選手       |
| -------- | -------- | ---------- |
| 1        | [右]     | 柴原洋     |
| 2        | [三]     | 川﨑宗則   |
| 3        | [二]     | 井口資仁   |
| 4        | [一]     | 松中信彦   |
|          | 走一     | 本間満     |
| 5        | [捕]     | 城島健司   |
| 6        | [左]     | P.バルデス |
| 7        | [指]     | J.ズレータ |
|          | 打指     | 大道典嘉   |
| 8        | [中]     | 村松有人   |
|          | 中       | 出口雄大   |
| 9        | [遊]     | 鳥越裕介   |

第2戦の先発は、阪神・伊良部秀輝とダイエー・杉内俊哉。
先制したのはダイエー。2回裏、バルデス、ズレータ、村松、鳥越、柴原、川崎の6連打が飛び出し一挙4点を奪う。
さらにダイエーは3回裏、城島の2試合連発となるソロホームランで5-0と大量リードし、伊良部をKO。城島は2000年の日本シリーズでの3試合連続本塁打に続く2度目の2試合連続本塁打。日本シリーズで2度の2試合連続本塁打を記録したのはオレステス・デストラーデ以来。一方、伊良部は6連続被安打という不名誉なシリーズ新記録を作ってしまった（1イニング6被安打もシリーズタイ記録）。阪神は伊良部の後に吉野誠が登板し、後続を断つ。阪神は4回表、走者を出すが無得点に終わる。
4回裏、ダイエーは村松が安打、鳥越が四球で出塁後、柴原、井口の四球から追加点のチャンスだったが松中がピッチャーゴロに倒れ無得点。
5回表、阪神はアリアスが安打で出塁したが無得点に終わってしまう。5回裏、3番手石毛博史が登板。城島をセカンドライナー、バルデス、ズレータに四球を出すが村松をショートゴロ、鳥越を三振に仕留める。
その後、7回裏にズレータの3ランホームランなどで5点、8回裏にはバルデスの3ランホームランで3点を奪い、9回表はケガから復帰の新人新垣渚がクローザーとして1イニングを零封。結局、13-0とダイエーが大勝し2連勝。日本シリーズでの最多得点完封試合の記録を更新した。
第2戦まで「ダイエー強し」という印象が強かったが、場所を阪神甲子園球場に移した第3戦以降シリーズの流れが変わる。
公式記録関係（日本野球機構ページ）

### 第3戦
10月22日　甲子園　開始18:16　観衆数47,159人（当日発表47,722人）
|          | 1 | 2 | 3 | 4 | 5 | 6 | 7 | 8 | 9 | 10 | R | H | E |
| -------- | - | - | - | - | - | - | - | - | - | -- | - | - | - |
| ダイエー | 1 | 0 | 0 | 0 | 0 | 0 | 0 | 0 | 0 | 0  | 1 | 5 | 0 |
| 阪神     | 0 | 0 | 0 | 1 | 0 | 0 | 0 | 0 | 0 | 1x | 2 | 4 | 0 |

1. （延長10回）
2. ダ：和田（6回）、岡本（2回1/3）、篠原（1回1/3） - 城島
3. 神：ムーア（7回）、吉野（3回） - 矢野
4. 勝利：吉野（1勝）
5. 敗戦：篠原（1勝1敗）
6. 本塁打
神：金本1号ソロ（4回・和田）
7. 審判
［球審］柿木園（パ）
［塁審］谷（セ）、東（パ）、笠原（セ）
［外審］中村稔（パ）、橘高（セ）
8. 試合時間：3時間20分

| ダイエー | ダイエー | ダイエー   |
| 打順     | 守備     | 選手       |
| -------- | -------- | ---------- |
| 1        | [右]     | 柴原洋     |
| 2        | [三]     | 川﨑宗則   |
| 3        | [二]     | 井口資仁   |
| 4        | [一]     | 松中信彦   |
| 5        | [捕]     | 城島健司   |
| 6        | [左]     | P.バルデス |
| 7        | [中]     | 村松有人   |
| 8        | [遊]     | 鳥越裕介   |
| 9        | [投]     | 和田毅     |
|          | 打       | 大道典嘉   |
|          | 投       | 岡本克道   |
|          | 投       | 篠原貴行   |

| 阪神 | 阪神   | 阪神       |
| 打順 | 守備   | 選手       |
| ---- | ------ | ---------- |
| 1    | [二]   | 今岡誠     |
| 2    | [中]   | 赤星憲広   |
| 3    | [左]   | 金本知憲   |
| 4    | [一]   | 八木裕     |
|      | 投     | 吉野誠     |
|      | 打     | 広澤克己   |
| 5    | [三]一 | G.アリアス |
| 6    | [右]   | 桧山進次郎 |
| 7    | [捕]   | 矢野輝弘   |
| 8    | [遊]   | 藤本敦士   |
| 9    | [投]   | T.ムーア   |
|      | 三     | 沖原佳典   |
|      | 打     | 濱中おさむ |
|      | 三     | 秀太       |

雨天の影響で一日延びた第3戦。舞台を甲子園球場に移し、阪神・トレイ・ムーアとダイエー・和田毅の両左腕が先発。
先制したのはダイエー。1回表、ムーアの不安定な立ち上がりから川崎、井口、松中の連打で1点を奪う。
阪神は3回、ムーアがチーム初安打を放つが今岡が倒れ無得点。4回表城島が死球で塁に出たが、バルデスが併殺打に倒れる。
1点を追う4回裏、阪神は金本がバックスクリーンへの本塁打を放ち、1-1の同点に追いつく。続く八木裕が四球で追加点のチャンスだったがアリアスが倒れて無得点。
6回表、ダイエーは柴原の安打から、川崎の犠打で得点圏に進めるが井口、松中が倒れ無得点。7回表、バルデスの四球と村松の死球、鳥越の犠打で2、3塁と勝ち越しのチャンスを迎えたが、先発和田に代えて打席に立った左投手キラー大道典嘉が二ゴロに倒れて無得点。
8回表から左のリリーフエース吉野が登板し、ダイエー打線を無得点に抑える。その裏阪神は、矢野の安打から藤本の犠打で走者を得点圏に出す。続く沖原佳典に代打濱中おさむを出したが、遊ゴロに倒れ無得点。一方のダイエーも9回表に松中が安打で出塁したが、吉野の好投で無得点に終わる。
今シリーズ初めての延長戦に突入した試合は、10回裏に阪神がチャンスをつかむ。9回途中から登板していた抑えの篠原から、アリアスが8球粘っての四球、桧山の右前安打でサヨナラのチャンスをつかむ。
矢野が敬遠され、打席には先日、優勝翌日に入籍していた事が発覚した藤本敦士。星野監督は打席に入る前に藤本のもとへ行き「嫁さんにいい格好してこい」と鼓舞激励した。結果は、センターへのサヨナラ犠飛で決着し、2-1で阪神の勝利。苦しんだ阪神が甲子園で息を吹き返した。
日本シリーズでの犠牲フライによるサヨナラゲームは初の出来事だったが、阪神が日本シリーズでサヨナラ勝ちしたのは、1962年東映-阪神戦の第1戦以来41年ぶりで、延長戦に縺れ込んだのも同じく第1戦以来41年ぶりのことだった。
この試合は阪神の2番手・吉野が勝利投手となったが、阪神の左投手が日本シリーズで白星を挙げたのは1964年南海-阪神戦第5戦で登板したピーター・バーンサイドと、1985年阪神-西武戦第5戦で登板した福間納に続いて3人目で21年ぶりだった。
ダイエーが日本シリーズでサヨナラ負けを喫するのは、南海時代の1965年巨人-南海戦の第5戦以来38年ぶりで、延長戦に縺れ込みながら敗戦したのは1973年巨人-南海戦第2戦以来30年ぶり。また、第1戦で勝利投手となった篠原は、この試合では一転、敗戦投手となってしまった。
公式記録関係（日本野球機構ページ）

### 第4戦
10月23日　甲子園　開始18:15　観衆数47,200人（当日発表47,746人）
|          | 1 | 2 | 3 | 4 | 5 | 6 | 7 | 8 | 9 | 10 | R | H  | E |
| -------- | - | - | - | - | - | - | - | - | - | -- | - | -- | - |
| ダイエー | 0 | 1 | 0 | 0 | 0 | 0 | 3 | 1 | 0 | 0  | 5 | 11 | 0 |
| 阪神     | 3 | 0 | 0 | 0 | 0 | 1 | 0 | 1 | 0 | 1x | 6 | 7  | 0 |

1. （延長10回）
2. ダ：ナイト（5回）、渡辺（0回1/3）、佐藤（0回2/3）、岡本（1回）、新垣（2回1/3） - 城島
3. 神：井川（6回2/3）、安藤（1回0/3）、吉野（0回1/3）、リガン（0回1/3）、ウィリアムス（1回2/3） - 矢野
4. 勝利：ウィリアムス（1勝）
5. 敗戦：新垣（1敗）
6. 本塁打
ダ：松中1号ソロ（2回・井川）
神：金本2号ソロ（6回・渡辺）3号ソロ（10回・新垣）
7. 審判
［球審］橘高（セ）
［塁審］中村稔（パ）、谷（セ）、東（パ）
［外審］渡田（セ）、山本隆（パ）
8. 試合時間：4時間10分

| ダイエー | ダイエー | ダイエー   |
| 打順     | 守備     | 選手       |
| -------- | -------- | ---------- |
| 1        | [中]     | 村松有人   |
|          | 投       | 岡本克道   |
|          | 打       | 稲嶺誉     |
|          | 投       | 新垣渚     |
| 2        | [三]     | 川﨑宗則   |
|          | 打       | J.ズレータ |
|          | 投       | 渡辺正和   |
|          | 投       | 佐藤誠     |
|          | 打中     | 出口雄大   |
| 3        | [二]     | 井口資仁   |
| 4        | [一]     | 松中信彦   |
| 5        | [捕]     | 城島健司   |
| 6        | [左]     | P.バルデス |
| 7        | [右]     | 柴原洋     |
| 8        | [遊]     | 鳥越裕介   |
| 9        | [投]     | B.ナイト   |
|          | 打       | 大道典嘉   |
|          | 三       | 本間満     |

| 阪神 | 阪神 | 阪神           |
| 打順 | 守備 | 選手           |
| ---- | ---- | -------------- |
| 1    | [二] | 今岡誠         |
| 2    | [中] | 赤星憲広       |
| 3    | [左] | 金本知憲       |
| 4    | [右] | 桧山進次郎     |
| 5    | [一] | G.アリアス     |
| 6    | [三] | 片岡篤史       |
|      | 投   | 安藤優也       |
|      | 投   | 吉野誠         |
|      | 打   | 平下晃司       |
|      | 投   | J.リガン       |
|      | 投   | J.ウィリアムス |
| 7    | [捕] | 矢野輝弘       |
| 8    | [遊] | 藤本敦士       |
| 9    | [投] | 井川慶         |
|      | 三   | 沖原佳典       |

第4戦、阪神は中4日の井川、ダイエーはブランドン・ナイトが先発した。
1回裏、立ち上がりが不安定なナイトは、赤星に四球を与えてしまう。続く金本の打席で赤星が盗塁に成功したが、王監督が赤星の盗塁に「アウトではないか」と抗議するも覆らず。スロー映像で見ると確かにタイミングはアウトであったが、城島の送球がショートバウンドしていたため印象が悪く、鳥越の好捕も報われなかった。結局金本も四球で塁に出て、4番に復帰した桧山が右中間への2点適時二塁打で今シリーズで初めて阪神が先制する。続くアリアスは三振に倒れるが、片岡の安打が続き3点目をあげる。
2回表にダイエーが松中の本塁打で1点を返し3-1とする。3回以降ナイトと井川の投げ合いが続き膠着状態が続く。
4回裏阪神は、2死から矢野が安打で出塁したが藤本が三振に倒れ、5回裏も井川が四球で出塁したが今岡の併殺打で無得点。
6回表ダイエーの攻撃は鳥越が安打で出塁し、ナイトの代打に大道が送られたが、井川が気迫の投球で三振に仕留める。続く村松が左前打で出塁後、川崎に代えてズレータが出たが右飛、井口も遊ゴロに終わり無得点。
6回裏ダイエーは2人目の投手渡辺正和が登板したが、金本が2試合連続の本塁打を放ち、4-1と阪神が突き放す。渡辺は桧山を二ゴロに抑え、3人目佐藤誠につなげた。佐藤はアリアスに死球を与えたが片岡を一飛と抑え2/3回を無得点に抑えた。続く4番手岡本が登板し、矢野を三振に仕留める。
7回表、ダイエーは松中の二塁打から、城島、鳥越、柴原の3連打、村松の死球で井川を打ち崩し1点差まで詰め寄る。井川のリリーフに安藤が登板したが、出口雄大に押し出し四球を与えてしまいダイエーが4-4の同点で追いついた。その裏、阪神は今岡の安打が出たものの無得点に終わる。
8回表、ダイエーは松中が四球で出て、城島が併殺打で2死になったが、バルデス・柴原の四球、鳥越の内野安打で満塁とすると、本間満の打球を安藤がエラーし、5-4と勝ち越しに成功する。安藤はまさかの乱調で降板となったが、続く吉野が村松の代打、稲嶺誉をセカンドゴロに仕留め、後続を断つ。
その裏、ダイエーは第2戦以来のストッパーとして新垣渚を登板させたが裏目に出る。金本に四球を与えて出塁。続く桧山は三振に倒れ1死からアリアスの打席で、金本が盗塁し得点圏に進む。カウント2-1からの4球目、外角に逃げていくスライダーを左前へ運んで適時打となり金本が生還。5-5の同点に追いつく。続く吉野への代打の平下晃司、矢野が倒れ無得点に終わる。
9回表阪神はジェロッド・リガンが出口に安打を浴び、さらに井口の打席でボークを与えた後、犠打で走者を三塁に進められる。ここで阪神は、リガンに代えて守護神ジェフ・ウィリアムスを登板させる。松中に四球を出すが城島を三ゴロに討ち取り、沖原のバックホームで3塁走者の出口が本塁憤死になった。続くバルデスを三振に仕留めて無得点に抑え、絶体絶命のピンチを乗り切り、試合は第3戦同様延長戦にもつれ込んだ。
10回表、ウィリアムスはダイエーの下位打線を無得点に抑える。その裏赤星が中飛に倒れた後、1死走者無しから金本が右翼席にサヨナラ本塁打を放ち、阪神が6-5で勝利し4時間10分に及ぶ死闘を阪神が制す。
この試合で『最後まで諦めない野球』の貫禄を見せ付けた阪神は、対戦成績を2勝2敗のタイに追いつき、星野監督自身日本シリーズで初めての2勝目を飾る。
日本シリーズで2度サヨナラ勝ちしたケースは、1983年西武-巨人戦の巨人と、1992年西武-ヤクルト戦のヤクルトの2チームだが、同一チームが2試合連続サヨナラ勝ちした事はシリーズで初。
日本シリーズでのサヨナラ本塁打は、1995年ヤクルト-オリックス戦第3戦で平井正史からサヨナラ本塁打を打った池山隆寛以来8年ぶりで、阪神の選手のサヨナラ本塁打はシリーズ初。
公式記録関係（日本野球機構ページ）

### 第5戦
10月24日　甲子園　開始18:15　観衆数47,336人（当日発表47,775人）
|          | 1 | 2 | 3 | 4 | 5 | 6 | 7 | 8 | 9 | R | H | E |
| -------- | - | - | - | - | - | - | - | - | - | - | - | - |
| ダイエー | 0 | 2 | 0 | 0 | 0 | 0 | 0 | 0 | 0 | 2 | 5 | 1 |
| 阪神     | 1 | 0 | 0 | 0 | 0 | 2 | 0 | 0 | X | 3 | 8 | 0 |

1. ダ：斉藤（6回）、篠原（1回2/3）、岡本（0回1/3） - 城島
2. 神：下柳（6回）、吉野（0回1/3）、リガン（0回2/3）、安藤（0回2/3）、ウィリアムス（1回1/3） - 矢野
3. 勝利：下柳（1勝）
4. セーブ：ウィリアムス（1勝1S）
5. 敗戦：斉藤（1敗）
6. 本塁打
ダ：バルデス2号2ラン（2回・下柳）
神：金本4号ソロ（1回・斉藤）
7. 審判
［球審］山本隆（パ）
［塁審］渡田（セ）、中村稔（パ）、谷（セ）
［外審］柿木園（パ）、笠原（セ）
8. 試合時間：3時間21分

| ダイエー | ダイエー | ダイエー   |
| 打順     | 守備     | 選手       |
| -------- | -------- | ---------- |
| 1        | [中]     | 出口雄大   |
|          | 中       | 村松有人   |
| 2        | [三]遊   | 川﨑宗則   |
|          | 三       | 稲嶺誉     |
| 3        | [二]     | 井口資仁   |
| 4        | [一]     | 松中信彦   |
| 5        | [捕]     | 城島健司   |
| 6        | [左]     | P.バルデス |
| 7        | [右]     | 柴原洋     |
| 8        | [遊]     | 鳥越裕介   |
|          | 打       | J.ズレータ |
|          | 投       | 篠原貴行   |
|          | 投       | 岡本克道   |
| 9        | [投]     | 斉藤和巳   |
|          | 打三遊   | 本間満     |

| 阪神 | 阪神 | 阪神           |
| 打順 | 守備 | 選手           |
| ---- | ---- | -------------- |
| 1    | [二] | 今岡誠         |
|      | 走二 | 秀太           |
| 2    | [中] | 赤星憲広       |
| 3    | [左] | 金本知憲       |
| 4    | [右] | 桧山進次郎     |
| 5    | [一] | G.アリアス     |
| 6    | [三] | 片岡篤史       |
|      | 打三 | 沖原佳典       |
| 7    | [捕] | 矢野輝弘       |
| 8    | [遊] | 藤本敦士       |
| 9    | [投] | 下柳剛         |
|      | 打   | 平下晃司       |
|      | 投   | 吉野誠         |
|      | 投   | J.リガン       |
|      | 打   | 濱中おさむ     |
|      | 投   | 安藤優也       |
|      | 投   | J.ウィリアムス |

第5戦、阪神は下柳剛、ダイエーは斉藤が先発した。
先制したのは阪神。1回裏、金本が3試合連続、今シリーズ4本目の本塁打で1-0とした。3試合連続本塁打、シリーズ4本塁打はともにシリーズタイ記録。
直後の2回表、ダイエーは、城島が安打で出塁すると、バルデスがレフトポールに直撃する2点本塁打を放ち2-1と逆転。さらに柴原が痛烈なライナーを放ったものの、藤本のファインプレーで流れを断ち切った。
2回裏、阪神はアリアスが安打で出塁、片岡の打席の時に盗塁を試みたが城島に刺され無得点。3回表、ダイエーは今シリーズ初のスタメン起用をされた出口が安打で出塁したが無得点。
6回裏、阪神は2死から今岡の安打、赤星がサードへの内野安打、金本の四球で2死満塁とし桧山が打席に立った。斉藤の3球目、真ん中の直球を左前にはじき返し、2点を奪って阪神が3-2と逆転。
その裏から阪神は小刻みな継投を展開する。4連投の吉野がバルデスを三振に仕留め、柴原には安打を許すが3番手・リガンが登板。鳥越の代打・ズレータを一飛、斉藤の代打・本間を三振に仕留め、ダイエーの反撃を抑える。
7回裏ダイエーは篠原をマウンドへ送る。2死から藤本が中前打で出塁し、リガンの代打に濱中を送ったが三振に終わって無得点に終わる。
8回表に第1戦に続き第4戦でもリリーフに失敗した安藤が星野監督の計らいでリリーフ登板。安藤も前日の第4戦と違った投球で出口を三振、川崎を二ゴロに仕留め、期待に応えるピッチングを見せる。続く井口には四球を出すが、4番松中の打席でウィリアムスが登板。3球ともスライダーで三振に仕留め追加点を阻止。甲子園での最後の試合で、星野監督の中継ぎ投手陣の起用が見事的中する。
8回裏、今岡の代走に秀太を出し阪神に追加点のチャンスが来た時に、ダイエーは岡本をリリーフに送り、沖原を三振に仕留める。
9回表、ウィリアムスは城島を右飛、バルデス、柴原を三振にとり、阪神が3-2で勝利。本拠地に戻って息を吹き返した阪神が、2連敗から3連勝と王手をかける。この試合で阪神の安打数がダイエーの安打数を初めて上回る。ところが再び福岡に戻り再びシリーズの流れが大きく変わる。
- 日本シリーズで本拠地での第3戦～第5戦を3連勝した事例は、1971年巨人-阪急戦、1973年巨人-南海戦、1979年広島-近鉄戦、1988年西武-中日戦、1997年ヤクルト-西武戦、2001年ヤクルト-近鉄戦以来2年ぶり7度目。

- 阪神が日本シリーズ第1戦、第2戦を連敗後、第3戦から第5戦を3連勝した事例は1962年東映-阪神戦、1979年広島-近鉄戦、2000年巨人-ダイエー戦以来3年ぶり4度目（1962年東映-阪神戦は第3戦で引き分けを挟み第4戦から第6戦で東映が王手）。

公式記録関係（日本野球機構ページ）

### 第6戦
10月26日　福岡ドーム　開始18:15　観衆数36,188人（当日発表36,619人）
|          | 1 | 2 | 3 | 4 | 5 | 6 | 7 | 8 | 9 | R | H | E |
| -------- | - | - | - | - | - | - | - | - | - | - | - | - |
| 阪神     | 0 | 0 | 0 | 1 | 0 | 0 | 0 | 0 | 0 | 1 | 5 | 1 |
| ダイエー | 2 | 0 | 1 | 0 | 0 | 1 | 0 | 1 | X | 5 | 9 | 0 |

1. 神：伊良部（2回0/3）、福原（4回2/3）、吉野（0回1/3）、石毛（1回） - 矢野
2. ダ：杉内（7回）、岡本（2回） - 城島
3. 勝利：杉内（2勝）
4. セーブ：岡本（1S）
5. 敗戦：伊良部（2敗）
6. 本塁打
神：桧山1号ソロ（4回・杉内）
ダ：井口1号2ラン（1回・伊良部）、バルデス3号ソロ（8回・石毛）
7. 審判
［球審］笠原（セ）
［塁審］柿木園（パ）、渡田（セ）、中村稔（パ）
［外審］橘高（セ）、東（パ）
8. 試合時間：2時間59分

| 阪神 | 阪神 | 阪神       |
| 打順 | 守備 | 選手       |
| ---- | ---- | ---------- |
| 1    | [二] | 今岡誠     |
| 2    | [中] | 赤星憲広   |
| 3    | [左] | 金本知憲   |
| 4    | [右] | 桧山進次郎 |
| 5    | [指] | 濱中おさむ |
| 6    | [一] | G.アリアス |
| 7    | [三] | 片岡篤史   |
|      | 打   | 八木裕     |
|      | 三   | 沖原佳典   |
| 8    | [捕] | 矢野輝弘   |
| 9    | [遊] | 藤本敦士   |

| ダイエー | ダイエー | ダイエー   |
| 打順     | 守備     | 選手       |
| -------- | -------- | ---------- |
| 1        | [中]     | 村松有人   |
| 2        | [三]     | 川﨑宗則   |
| 3        | [二]     | 井口資仁   |
| 4        | [一]     | 松中信彦   |
| 5        | [捕]     | 城島健司   |
| 6        | [左]     | P.バルデス |
| 7        | [指]     | J.ズレータ |
|          | 走指     | 大越基     |
| 8        | [右]     | 柴原洋     |
| 9        | [遊]     | 鳥越裕介   |

福岡ドームでの第6戦は、阪神は伊良部、ダイエーは中7日の杉内が先発し第2戦の再現となった。
1回裏、ダイエーは阪神バッテリーの虚を突いて、川崎が絶妙なセーフティバントで出塁。これが伊良部のリズムを狂わせ、井口が右中間への2点本塁打を放ちダイエーが先制する。甲子園では不振だった井口が完全に復調した。
3回裏、川崎が死球で出塁し、伊良部の投球モーションを盗み盗塁を成功させる。続く井口の打球を藤本がエラーし、川崎は俊足を生かしてホームに生還。3点目を奪う。この回限りで伊良部は降板。変わって福原忍が登板。福原は松中に安打を打たれるが、城島を遊ゴロ、バルデスを三振に仕留め後続を断った。
4回表、阪神は桧山の本塁打で1点を返し3-1とする。その裏、ダイエーは鳥越が四球で出塁し盗塁を試みるも、矢野に刺され、後続も断たれた。
5回表矢野が安打を放ったが、藤本が二直に倒れて無得点に終わってしまう。
続く5回裏には井口が安打を放つも、松中が併殺打で無得点。しかし6回、甲子園の3連戦では代打だったズレータが安打を放ち、柴原の適時打で1点を追加して4-1と点差を広げる。
7回表桧山が安打を放ったが、浜中、片岡の代打・八木が倒れて無得点。
7回裏、これでシリーズ5連投となる吉野が登板。井口が安打を放ったが、松中を抑え無失点で切り抜ける。
8回表、先発の杉内に代わって、このシリーズでは未だ無失点の岡本が登板しまたも無得点に抑える。その裏阪神は石毛が登板したが、バルデスの本塁打で5-1とダメ押し点を食らう。さらに石毛はズレータに四球を与え、ダイエーは代走に大越を起用。しかし、柴原と鳥越が倒れ無得点に終わる。
9回表、岡本は赤星に二塁打を打たれるが、金本を三振、桧山を中飛、アリアスを遊飛に仕留めて5-1でダイエーの勝利。ダイエーが2勝3敗から這い上がり3勝3敗で逆王手をかけ、最終戦へもつれこんだ。
- 日本シリーズで第6戦まで本拠地のチームが全ての試合を制するという事態は1979年以来24年ぶり。同年の第7戦は広島が大阪球場[注釈 9]で日本一になる。

公式記録関係（日本野球機構ページ）

### 第7戦
10月27日　福岡ドーム　開始18:15　観衆数35,963人（当日発表36,341人）
|          | 1 | 2 | 3 | 4 | 5 | 6 | 7 | 8 | 9 | R | H | E |
| -------- | - | - | - | - | - | - | - | - | - | - | - | - |
| 阪神     | 0 | 0 | 0 | 0 | 1 | 0 | 0 | 0 | 1 | 2 | 8 | 0 |
| ダイエー | 2 | 0 | 3 | 0 | 0 | 1 | 0 | 0 | X | 6 | 8 | 1 |

1. 神：ムーア（3回）、リガン（2回0/3）、吉野（1回1/3）、ウィリアムス（1回2/3） - 矢野
2. ダ：和田（9回） - 城島
3. 勝利：和田（1勝）
4. 敗戦：ムーア（1敗）
5. 本塁打
神：関本1号ソロ（5回・和田）、広澤1号ソロ（9回・和田）
ダ：井口2号2ラン（3回・ムーア）、城島3号ソロ（3回・ムーア）4号ソロ（6回・リガン）
6. 審判
［球審］東（パ）
［塁審］橘高（セ）、柿木園（パ）、渡田（セ）
［外審］山本隆（パ）、谷（セ）
7. 試合時間：2時間47分

| 阪神 | 阪神 | 阪神       |
| 打順 | 守備 | 選手       |
| ---- | ---- | ---------- |
| 1    | [二] | 今岡誠     |
| 2    | [中] | 赤星憲広   |
|      | 打中 | 中村豊     |
| 3    | [左] | 金本知憲   |
| 4    | [右] | 桧山進次郎 |
| 5    | [指] | 濱中おさむ |
| 6    | [一] | G.アリアス |
| 7    | [捕] | 矢野輝弘   |
|      | 打   | 広澤克己   |
| 8    | [遊] | 藤本敦士   |
|      | 打   | 八木裕     |
|      | 遊   | 沖原佳典   |
| 9    | [三] | 関本賢太郎 |

| ダイエー | ダイエー | ダイエー   |
| 打順     | 守備     | 選手       |
| -------- | -------- | ---------- |
| 1        | [中]     | 村松有人   |
| 2        | [三]     | 川﨑宗則   |
| 3        | [二]     | 井口資仁   |
| 4        | [一]     | 松中信彦   |
| 5        | [捕]     | 城島健司   |
| 6        | [左]     | P.バルデス |
| 7        | [指]     | J.ズレータ |
| 8        | [右]     | 柴原洋     |
| 9        | [遊]     | 鳥越裕介   |

第7戦の先発は、阪神・ムーアとダイエー・和田が先発。第3戦と同じ対戦となる。
1回表、阪神は先発和田の立ち上がりを攻めた。今岡が安打で出塁、赤星のバントを和田が処理を焦ってエラー。無死1・2塁と先制のチャンスとなったが、金本の右飛、桧山の併殺打で阪神は絶好のチャンスを逸した。
1回裏、ダイエーはムーアの不安定な立ち上がりを攻め、村松が三塁内野安打と川崎の四球で井口が倒れた後、松中の2点適時2塁打で2点を先制する。その後ムーアは城島、バルデスを三振に仕留める。
2回表、阪神はアリアス、濱中が倒れて、2死から矢野が右越えの二塁打を放つが藤本がサードライナーに倒れる。2回裏、追加点を挙げたいダイエーは無得点に終わる。
3回表、今岡がセーフティバントで塁に出るが赤星が三振に倒れ、金本が三ゴロで倒れ無得点に終わってしまう。3回裏、ダイエーは村松が三振に倒れた後、川崎が二塁打で出塁すると井口が右中間への2点本塁打を放つ。松中が二直に倒れ、2死から城島のソロホームランで5-0とリードしムーアを攻略。阪神は2番手のリガンが登板し、バルデスを三振に仕留め後続を断つ。
4回表、阪神は桧山が右飛に倒れ1死後にアリアスがヒットを放ったが、濱中と矢野がライトフライに倒れ無得点に終わる。4回裏ダイエーは三者凡退に倒れる。
5回表、阪神は関本健太郎のソロホームランで5-1と1点を返し、今岡、赤星の連打で得点チャンスを迎えるが、金本が中飛、桧山が見逃しの三振に倒れる。5回裏、ダイエーは川崎が安打で出塁したが後続が倒れる。
6回表、阪神は三者凡退に倒れる。6回裏、城島が阪神の2番手リガンから二打席連続となるソロホームランを放ち6-1と大きくリード。城島は2000年のシリーズに続く2度目のシリーズ4本塁打。リガンを降板させ、6連投ながら無失点の吉野が登板。バルデスをショートフライ、ズレータをセカンドゴロ、柴原をセンターフライに打ち取りダイエーの反撃を断つ。
7回表、阪神は藤本の代打八木を送るが三振に倒れ、三者凡退に倒れる。この回から沖原がショートの守りにつく。7回裏、ダイエーは鳥越に二塁打を打ち、川崎が犠打で鳥越を送るが、井口の所でウィリアムスが登板。井口を三振に仕留めて後続を断たれ追加点奪えず。
8回表、左の和田を攻略しようと星野監督が動き、赤星の代打に中村豊を送ったがセンターフライに倒れ、続く金本、桧山も倒れる。
8回裏、ウィリアムスが好投し、松中、城島、バルデスから3者連続三振を奪う。
9回表、この試合好投のダイエー先発・和田はこの回もマウンドに上る。アリアス、濱中が倒れ2死、このシリーズで5打席連続三振（日本シリーズタイ記録）を喫し、シーズン中から引退を表明していた広澤克実がソロホームランを放ち6-2とする。しかし時既に遅く、ラストバッターとなった沖原を和田が三振に仕留めてゲームセット。ダイエーが6-2で勝利し、ダイエーとしては4年ぶり2度目（前身の南海時代から数えると4度目）の日本一に輝いた。なお、和田は1990年の潮崎以来の、新人の日本シリーズ胴上げ投手となった。
広澤が41歳6カ月で代打ソロ本塁打を放ち、1992年西武―ヤクルト戦第1戦でヤクルトの杉浦享が放った40歳4ヶ月の記録を塗り替えるシリーズ史上最年長記録を更新。
公式記録関係（日本野球機構ページ）

## 表彰
- 最優秀選手賞：杉内俊哉（ダイエー）　※2勝をあげ阪神打線を完全に封じ込める[2]。
- 敢闘選手賞：金本知憲（阪神）　※シリーズの最多ホームランを放つ。
- 優秀選手賞：井口資仁（ダイエー）、城島健司（ダイエー）、桧山進次郎（阪神）

## テレビ・ラジオ中継

### テレビ中継
- 第1戦：10月18日（土）
  - RKB毎日放送≪TBS系列≫

実況：茅野正昌　解説：秋山幸二、牛島和彦（TBS）　ゲスト解説：立浪和義（中日）
レポーター:桜井浩二（ダイエーサイド・共同インタビュー兼任）、馬野雅行（MBS・阪神サイド）
  - NHK衛星第1・NHK-BSハイビジョン

実況：工藤三郎　解説：大野豊
ゲスト解説：長嶋茂雄（前巨人監督）　リポーター：黒氏康博（ダイエー側）、広坂安伸（阪神側）
- 第2戦：10月19日（日）
  - 日本テレビ≪日本テレビ系列 制作協力・福岡放送（FBS）・よみうりテレビ（YTV）≫　（※BS日テレで試合終了後、ダイジェストを放送）

実況：船越雅史　解説：長池徳士（FBS）、中畑清（NTV）、江川卓（NTV）　ゲスト解説：山本浩二（広島監督）
レポーター:松井礼明（FBS・ダイエーサイド）、尾山憲一（YTV・阪神サイド）、共同インタビュー:河村亮（NTV）
  - NHK衛星第1・NHK-BSハイビジョン

実況：石川洋　解説：荒木大輔
ゲスト解説：長嶋茂雄　リポーター：黒氏康博（ダイエー側）、広坂安伸（阪神側）
- 第3戦：10月22日（水）
  - 朝日放送（ABC）≪テレビ朝日系列≫　（※BS朝日でも放送）

実況：伊藤史隆　解説：吉田義男、中西清起　ゲスト解説：真弓明信（大阪近鉄バファローズヘッドコーチ）、
9時半ごろに試合終了し、放送延長のため9時台のドラマを休止し、ニュースステーションは定刻（9時54分）通りに放送されることとなった。しかし、CMを消化するため阪神・星野監督やサヨナラ犠牲フライを打った藤本敦士の勝利インタビューがCMによってほとんど放送されない事態が発生した。これにより朝日放送、テレビ朝日にインタビューを見られなかったファンからクレームがあった。朝日放送では翌日の「おはよう朝日です」において司会の宮根誠司アナウンサー（当時）らが謝罪すると共に前日のインタビューをノーカット版で放送した[要出典]。
- 第4戦：10月23日（木）
  - 毎日放送（MBS）≪TBS系列≫

実況：赤木誠　解説：中村勝広　ネット裏解説：遠山奬志、秋山幸二（RKB）
ゲスト解説：高津臣吾（ヤクルト、日本シリーズ終了後、FA宣言しホワイトソックスへ移籍）
  - NHK衛星第1・NHK-BSハイビジョン　実況：石川洋　解説：与田剛

ゲスト解説：立浪和義　リポーター：冨坂和男（阪神側）、黒氏康博（ダイエー側）
- 第5戦：10月24日（金）
  - よみうりテレビ（YTV）≪日本テレビ系列≫　（※BS日テレで試合終了後、ダイジェストを放送）

実況：山本純也　解説：掛布雅之、川藤幸三、水野雄仁（NTV）
レポーター尾山憲一（阪神サイド）、松井礼明（FBS・ダイエーサイド）、共同インタビュー：小澤昭博
  - NHK衛星第1・NHK-BSハイビジョン　実況：工藤三郎　解説：荒木大輔

ゲスト解説：梨田昌孝（近鉄監督）　リポーター：冨坂和男（阪神側）、黒氏康博（ダイエー側）
- 第6戦：10月26日（日）
  - テレビ朝日≪テレビ朝日系列 制作協力・九州朝日放送（KBC）≫

実況：中山貴雄（EX）　解説：東尾修（EX）、栗山英樹（EX）　ネット裏球種解説：西村龍次
- 第7戦：10月27日（月）
  - TVQ九州放送・テレビ東京≪テレビ東京系列、及び岐阜放送、三重テレビ、びわ湖放送、KBS京都、サンテレビ、奈良テレビ、テレビ和歌山 2社共同制作≫

実況：加地良光　解説：江夏豊（TVO）、若菜嘉晴　ネット裏解説：駒田徳広（TX）、藤本博史　ゲスト解説：川相昌弘（巨人、引退表明後に撤回し中日に移籍）
共同インタビュー：植草朋樹（TX)
※青森テレビ・秋田放送・IBC岩手放送・山形放送・東北放送・テレビ山梨・信越放送・静岡第一テレビ・北日本放送・福井放送・広島テレビ・山口放送・四国放送・南海放送・高知放送・南日本放送・大分放送・宮崎放送ではダイジェストを放送
  - NHK衛星第1・NHK-BSハイビジョン

実況：石川洋 解説：大島康徳・荒木大輔 リポーター：黒氏康博（ダイエー側）、広坂安伸（阪神側）

※KBCは1963年の西鉄対巨人戦以来の中継となったが、この当時はフジテレビジョン系列（現在のFNN/FNS系）とのクロスネット局関係にあり、KBCではフジテレビ系向けの制作・放送を行っており、NET→テレビ朝日系（ANN系）向けの制作・放送はテレビ朝日主導ながら今回が初めてであった。
※視聴率は（ビデオリサーチ調べ）、第1戦は25.9%（関東）、36.3%（関西）、37.6%（北部九州）。 第2戦は19.5%（関東）、27.5%（関西）、31.8%（北部九州）。第3戦は23.2%（関東）、38.7%（関西）、38.1%（北部九州）。第4戦は22.3%（関東）、37.4%（関西）、30.7%（北部九州）。第5戦は21.5%（関東）、36.8%（関西）、27.4%（北部九州）。第6戦は26.1%（関東）、41.8%（関西）、44.6%（北部九州）。第7戦は20%（関東）、16.7%（関西）、33.9%（北部九州）だった。

### ラジオ中継
- 第1戦：10月18日（土）
  - NHKラジオ第1　実況：小野塚康之　解説：与田剛
  - RKB毎日放送・TBSラジオ（JRN）　実況：田中友英　解説：稲尾和久、山内孝徳
  - 朝日放送　実況：楠淳生　解説：福本豊、中西清起
  - 九州朝日放送・文化放送（NRN）　実況：岡田浩一　解説：東尾修、藤原満
  - ニッポン放送・ラジオ大阪　実況：胡口和雄　解説：江本孟紀　ゲスト解説：谷繁元信（中日）
  - 毎日放送　実況：赤木誠　解説：一枝修平、伊藤敦規
  - ラジオ日本　実況：染谷恵二　解説：広岡達朗
- 第2戦：10月19日（日）
  - NHKラジオ第1　実況：冨坂和男　解説：武田一浩
  - RKB毎日放送・TBSラジオ（JRN）　実況：茅野正昌　解説：稲尾和久、秋山幸二
  - 朝日放送　実況：清水次郎　解説：吉田義男　ゲスト：道上洋三
  - 九州朝日放送（NRN）　実況：田上和延　解説：西村龍次　駒田徳広
  - 文化放送・ラジオ大阪　実況：鈴木光裕　解説：豊田泰光
  - ニッポン放送　実況：栗村智　解説：田尾安志　ゲスト解説：谷繁元信
  - 毎日放送　実況：美藤啓文、解説：安藤統男、遠山奨志
  - ラジオ日本　実況：小林幸明　解説：有本義明
- 第3戦：10月22日（水）
  - NHKラジオ第1　実況：道谷眞平　解説：鈴木啓示
  - 毎日放送（JRN）　実況：馬野雅行　解説：一枝修平、太田幸司
  - TBSラジオ　解説：牛島和彦　ゲスト解説：山本昌（中日）
  - RKB毎日放送　実況：桜井浩二　解説：稲尾和久、秋山幸二
  - 朝日放送・文化放送（NRN）　解説：福本豊、門田博光　ゲスト解説：坪井智哉（日本ハム）
  - ニッポン放送　実況：松本秀夫　解説：関根潤三、板東英二
  - ラジオ大阪　実況：松本恵治、解説：村田辰美　ゲスト解説：江夏豊
  - 九州朝日放送　実況：田上和延　解説：藤原満
  - ラジオ日本　実況：加藤裕介　解説：高田繁
- 第4戦：10月23日（木）
  - NHKラジオ第1　実況：斎藤洋一郎　解説：大島康徳
  - 毎日放送（JRN）　実況：森本栄浩、解説：板東英二、伊藤敦規
  - TBSラジオ　解説：盛田幸妃　ゲスト解説：北川博敏（近鉄）、岩隈久志（近鉄）
  - RKB毎日放送　実況：田中友英　解説：稲尾和久　ゲスト解説：岸川勝也
  - 朝日放送（NRN）　実況：楠淳生　解説：有田修三、佐々木修
  - ラジオ大阪・文化放送　実況：松本恵治、解説：佐藤道郎　ゲスト解説：江夏豊
  - ニッポン放送　実況：山田透　解説：大矢明彦
  - 九州朝日放送　実況：岡田浩一　解説：西村龍次　ゲスト解説：佐野慈紀
  - ラジオ日本　実況：染谷恵二　解説：長池徳士
- 第5戦：10月24日（金）
  - NHKラジオ第1　実況：広坂安伸　解説：武田一浩
  - 毎日放送（JRN）　実況：城野昭　解説：安藤統男、石嶺和彦
  - TBSラジオ　解説：川口和久　ゲスト解説：立浪和義
  - RKB毎日放送　実況：茅野正昌　解説：稲尾和久、秋山幸二
  - 朝日放送・文化放送（NRN）　実況：清水次郎　解説：吉田義男、中西清起
  - ニッポン放送　実況：小野浩慈　解説：田尾安志　ゲスト解説：川相昌弘
  - ラジオ大阪　実況：中井雅之　解説：吉田剛　ゲスト解説：江夏豊
  - 九州朝日放送　実況：田上和延　解説：西村龍次
  - ラジオ日本　実況：小林幸明　解説：柴田勲
- 第6戦：10月26日（日）
  - NHKラジオ第1　実況：小野塚康之　解説：大島康徳
  - RKB毎日放送・TBSラジオ（JRN）　実況：桜井浩二　解説：稲尾和久、秋山幸二
  - 朝日放送　実況：伊藤史隆　解説：仰木彬、福本豊
  - 九州朝日放送（NRN）　実況：岡田浩一　解説：藤原満
  - 文化放送・ラジオ大阪　実況：上野智広　解説：山崎裕之
  - ニッポン放送　実況：松本秀夫　解説：江本孟紀　ゲスト解説：谷繁元信
  - 毎日放送　実況：結城哲郎　解説：中村勝広、仲田幸司
  - ラジオ日本　実況：染谷恵二　解説：関本四十四
- 第7戦：10月27日（月）
  - NHKラジオ第1　実況：道谷眞平　解説：大島康徳
  - RKB毎日放送・TBSラジオ（JRN）　実況：茅野正昌　解説：稲尾和久、秋山幸二
  - 朝日放送　実況：中邨雄二　解説：福本豊、中西清起
  - 九州朝日放送・文化放送（NRN）　実況：田上和延　解説：山崎裕之、西村龍次
  - ニッポン放送・ラジオ大阪　実況：栗村智　解説：平松政次
  - 毎日放送　実況：馬野雅行　解説：一枝修平、亀山つとむ
  - ラジオ日本　実況：小林幸明　解説：宮田征典